# Isabel de Velasco e Ibarra
Isabel de Velasco e Ibarra (Madrid, juliol de 1592 - 1612) va ser una religiosa castellana, membre de l'orde de les clarisses coletines, coneguda pel nom de sor Isabel Bautista.
Va néixer a Madrid el juliol de 1592 en una família noble, era filla de Francisco de Velasco i de María de Ibarra, arribats feia pocs anys del virregnat de Nova Espanya. Quan tenia sis anys ja sentia vocació religiosa, la van portar amb la resta de la família a visitar la Mare de Déu d'Atocha perquè pogués demanar el que més volgués, i ella s'agenollà i s'afirma que digué aquestes paraules: «Jo suplico a la Mare de Déu que m'ajudi a ser monja a les Descalzas». Una mica més gran, el 1604, va ingressar com a novícia al convent de Descalzas Reales de Madrid, on hom afirma que va fer mostra de virtuts, causant l'admiració de la resta de la comunitat.
Després de set any va professar en obtenir llicència del vicari de Madrid el 22 de maig de 1610. Tanmateix, va morir al cap d'any i mig de ser professa, el 1612, després de passar tres mesos de malaltia i amb fama de santedat, tot i que hi ha qui afirma que va morir el 1633.